# 해리 헨리 호어

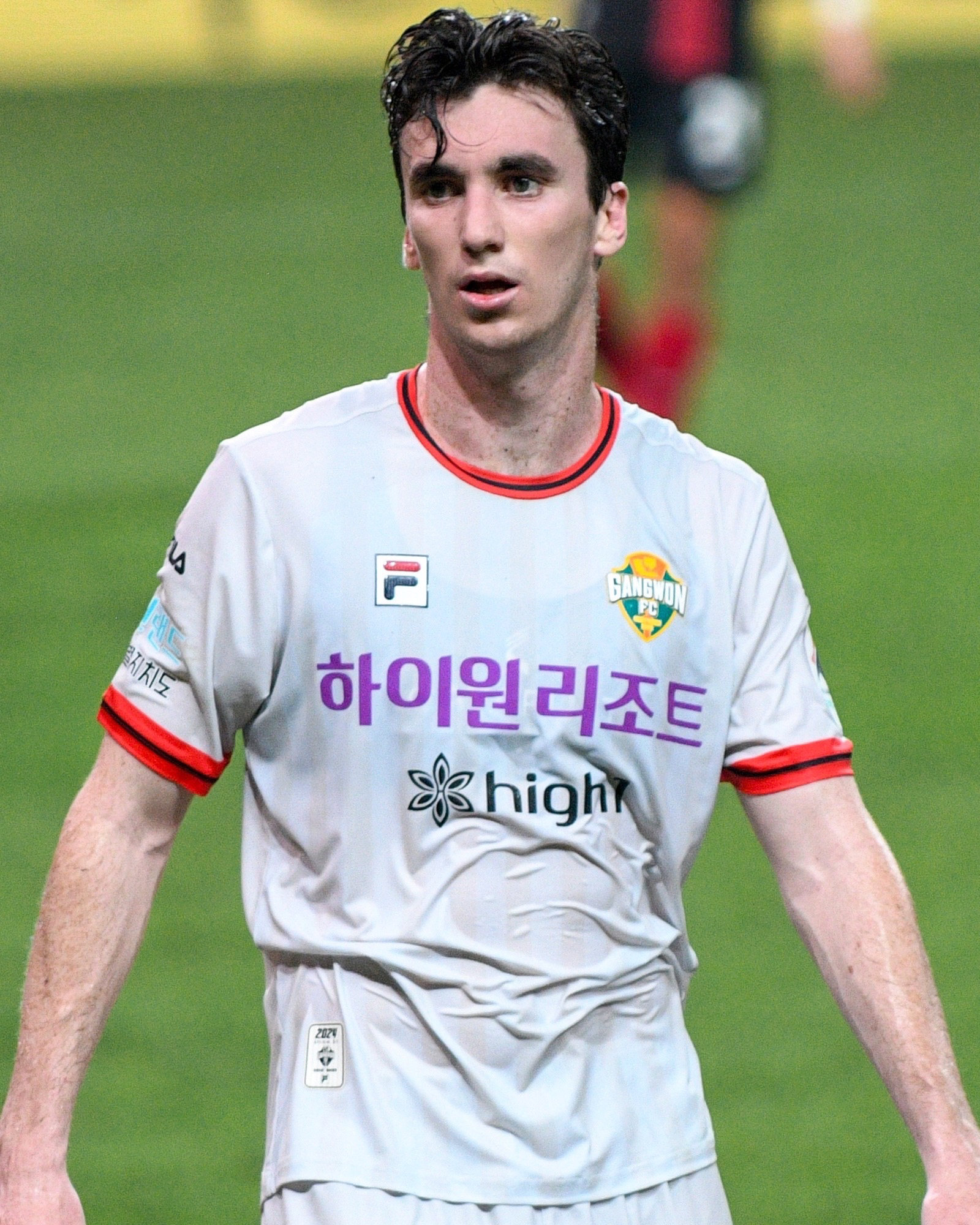
해리 헨리 호어 모습(2024년)

해리 헨리 호어(영어: Harry Henry Hore, 1999년 8월 17일~)는 오스트레일리아의 축구 선수이다.

## 참고 문헌
- “해리 헨리 호어”. 《강원 FC》. 강원도민프로축구단.